# Past - Future
| Recensione          | Giudizio |
| ------------------- | -------- |
| Rolling Stone Japan |          |

Past<Future è il nono album studio della cantante giapponese Namie Amuro. È stato pubblicato il 16 dicembre 2009.
La cantante ha affermato di concepire l'album come "una nuova partenza".

## Promozione

### Singoli
- L'unico singolo vero e proprio estratto dall'album è Wild/Dr. ed è stato pubblicato il 18 marzo 2009. Il singolo è stato reso disponibile nei formati CD e CD+DVD.[6]

### Tracce Promozionali
Le altre canzoni che hanno avuto una promozione, grazie a spot e pubblicità, sono:
- My Love e Copy That, usate in spot dell'azienda di cosmetici Vidal Sassoon. Entrambi sono stati pubblicati come ringtones il 18 novembre 2009.[7]
- Fast Car e The Meaning of Us hanno avuto una pubblicazione radio rispettivamente il 23 e il 24 novembre.

Tutti e quattro i brani hanno un video musicale, inclusi nel DVD dell'album insieme a quelli di Wild e Dr..

## Tracce
CD
1. Fast Car (3:18)
2. Copy That  (4:24)
3. Love Game (3:38)
4. Bad Habit (3:09)
5. Steal My Night (3:29)
6. First Timer (feat.Doberman Inc.) (5:21)
7. Wild (3:17)
8. Dr. (5:37)
9. Shut Up (4:05)
10. My Love (4:01)
11. The Meaning of Us (4:25)
12. Defend Love (4:03)

DVD
1. Fast Car (Music video) (3:25)
2. Love Game (Music video) (3:56)
3. Wild (Music video) (3:22)
4. The Meaning of Us (Music video) (4:35)
5. Dr. (Music video) (5:54)
6. Defend Love (Music video) (4:26)

## Classifiche
| Classifica                             | Miglior posizione |
| -------------------------------------- | ----------------- |
| Japan Oricon Daily Album Chart<        | 1                 |
| Japan Oricon Weekly Album Chart        | 1                 |
| Japan Oricon yearly album chart        | 6                 |
| Japan Soundscan Albums Chart (CD+DVD)  | 1                 |
| Japan Soundscan Albums Chart (CD-Only) | 1                 |
| Korea Hanteo Weekly Albums Chart       | 1                 |
| Korea Hanteo Monthly Albums Chart      | 1                 |
| Taiwan G-Music Combo Chart             | 1                 |
| Taiwan G-Music J-pop Chart             | 1                 |

## Date di Pubblicazione
| Nazione     | Data             | Formato                       | Etichetta |
| ----------- | ---------------- | ----------------------------- | --------- |
| Giappone    | 16 dicembre 2009 | CD CD+DVD Digital Download    | Avex Trax |
| Europa      | 16 dicembre 2009 | Digital Download (via iTunes) | Avex Trax |
| Hong Kong   | 19 dicembre 2009 | CD+DVD                        | Avex Trax |
| Stati Uniti | 22 dicembre 2009 | CD Digital Download           | Avex Trax |
| Taiwan      | 30 dicembre 2009 | CD                            | Avex Trax |